# Roza Otounbaïeva
Roza Issakovna Otounbaïeva (en kirghize : Роза Исаковна Отунбаева), née le 23 août 1950 à Och, alors en RSS du Kirghizistan, est une femme d'État kirghize. Cosecrétaire générale du parti Ata-Jourt (qui signifie Patrie en kirghize), Otounbaïeva a été ministre des Affaires étrangères du Kirghizstan, puis présidente du gouvernement provisoire kirghiz entre le 7 avril 2010 et le 1er décembre 2011.

## Biographie
Roza Otounbaïeva naît à Och, ville importante du sud du Kirghizistan. Elle sort diplômée de la faculté de philosophie de l'université d'État de Moscou (МГУ) en 1972 avant de revenir en RSS du Kirghizistan en tant que professeur de philosophie puis chef du département de philosophie de l'université d'État du Kirghizistan.
À partir de 1981, Roza Otounbaïeva commence une carrière politique en tant que seconde secrétaire du comité de quartier (Raïon-komitet ou Raïkom) Lénine de Frounzé (ancien nom de Bichkek). En 1992, elle est nommée par le président Askar Akaïev au poste de ministre des Affaires étrangères et vice-Premier ministre. La même année, elle est nommée ambassadrice aux États-Unis, puis au Canada jusqu'en 1994. Elle rentre au Kirghizstan en 1994 pour retrouver le poste de ministre des Affaires étrangères. Elle est ensuite affectée en qualité d'ambassadeur auprès du Royaume-Uni.
Roza Otounbaïeva est empêchée de se présenter aux élections législatives de février-mars 2005 à cause d'une loi entrée en vigueur récemment qui oblige les candidats à avoir résidé au Kirghizstan les cinq années précédant l'élection.
Roza Otounbaïeva est l'une des figures de proue de la Révolution des Tulipes. Pendant les émeutes dans le sud du pays, elle refuse toute négociation avec le gouvernement et demande la démission du président Akaïev. Elle apporte un visage féminin et un discours de diplomate occidentalisée, très rassurants pour les Occidentaux, à une révolution soutenue par les clans nationalistes islamistes du sud du pays et les barons de la drogue. Elle a été ministre des Affaires étrangères kirghize de mars à août 2005 et membre du parti Assaba pendant cette période. Ensuite elle est membre du parti social-démocrate du Kirghizistan.
Le 7 avril 2010, elle a pris la tête du gouvernement provisoire après la révolte qui a conduit à la démission de l'exécutif. Le 19 mai 2010, un décret l'investit officiellement des pouvoirs présidentiels jusqu'au 31 décembre 2011. Elle veut faire du pays une république parlementaire et lance un référendum sur la question le 27 juin 2010. Après l'adoption d'une nouvelle constitution à la suite de ce référendum, les dispositions transitoires lui accordent des pouvoirs présidentiel jusqu'à fin 2011.
En septembre 2022, elle est nommée représentante spéciale du secrétaire-général de l'ONU et cheffe de la Mission d'assistance des Nations unies en Afghanistan,.

## Rôle dans les affrontements ethniques de 2010

Victimes des affrontements ethniques kirghizes et ouzbeks de 2010.

En juin 2010, un conflit sanglant a éclaté entre les Ouzbeks et les Kirghizes dans le sud du Kirghizistan, au cours duquel plus de 400 personnes sont mortes et des milliers de personnes ont perdu leur logement.

Une commission internationale dirigée par Kimmo Kiljunen (en) a condamné le gouvernement dirigé par Roza Otounbaïeva pour son inaction et son incapacité à empêcher l'effusion de sang dans le sud du Kirghizistan :
« Le gouvernement provisoire, qui a pris le pouvoir deux mois avant les événements, n'a pas reconnu ou a sous-estimé la détérioration des relations interethniques dans le sud du Kirghizistan. Le gouvernement provisoire avait la responsabilité particulière de veiller à ce que les agences de sécurité soient correctement formées et équipées pour faire face avec la situation de désobéissance civile. Les arguments avancés par la présidente Otounbaïeva selon lesquels la montée de la violence était d'une telle ampleur qu'il était difficile pour le gouvernement intérimaire de la contenir ne déchargent pas les autorités de leur responsabilité première de protéger la population ». Extrait du rapport de la commission de l'OSCE.

La réaction des autorités sous la direction de Roza Otounbaïeva a également été sévèrement condamnée par Amnesty International, qui a accusé le gouvernement provisoire sous sa direction de crimes contre l'humanité, de torture, de procès inéquitables, d'implication des structures de pouvoir, de viols et de violences de masse :
« Les enquêteurs et les procureurs n'ont toujours pas enquêté et traduit en justice le grand nombre de crimes commis pendant et immédiatement après les émeutes de juin 2010 et au cours des 24 mois qui ont suivi, notamment les meurtres et autres crimes violents contre les Ouzbeks. La collusion et la complicité des forces de sécurité dans la commission de violations des droits humains lors des événements de juin sont également restées sans réponse. Des dizaines de rapports faisant état de viols et d'autres violences sexuelles n'ont pas non plus été traités ». Extrait du rapport d'Amnesty International.
En mai 2011, le gouvernement de Roza Otounbaïeva a rejeté la conclusion de la Commission d'enquête internationale sur les émeutes de juin 2010 (Commission d'enquête du Kirghizistan) selon laquelle des crimes contre l'humanité avaient été commis contre la population ouzbèke de la ville d'Osh pendant les émeutes. L'OSCE a également indiqué que les violences contre les mahallas ouzbèkes étaient perpétrées systématiquement et avec la connivence ou la complicité des forces de l'ordre et de l'armée sous le contrôle de Roza Otounbaïeva.
Roza Otounbaïeva a choqué nombre de ses partisans en rejetant le rapport de la commission internationale, qui tenait son administration pour responsable d'une grande partie du chaos survenu lors des événements d'Osh. Mais plus tard, Roza Otounbaïeva a ouvertement admis que les forces de sécurité de la république sous son contrôle avaient violé les droits des Ouzbeks lors d'affrontements interethniques à la mi-juin.

### Réaction au Kirghizistan
Plus tard, l'ancien procureur général du Kirghizistan a fait état d'affaires pénales contre des militants des droits de l'homme, qui ont commencé sur ordre direct de Roza Otounbaïeva. Plusieurs personnalités politiques ont surnommé Otounbaïeva « Roza noire » pour son rôle dans les affrontements ethniques. Le procès pour les événements de juin 2010 est toujours en cours au Kirghizistan et le nom de Roza Otounbaïeva est cité à plusieurs reprises,. Des personnalités politiques kirghizes, notamment la dirigeante du parti d’opposition Ata-Zhurt au parlement, Jyldyzkan Joldosheva, ont rapporté avoir mis en garde le chef du gouvernement provisoire contre l’imminence d’un conflit ethnique et contre le mépris total d’Otounbaïeva à leur égard,,,.

### Affaire Azimjan Askarov

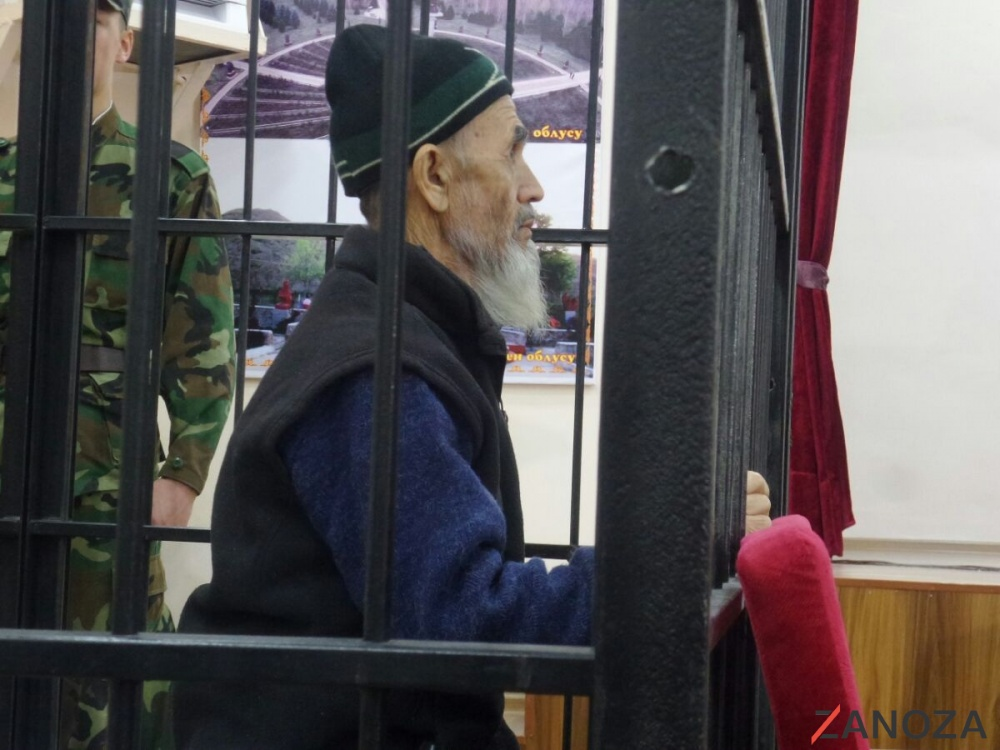
Azimjan Askarov, dans sa cellule pendant le procès, a déclaré qu'il avait été condamné sur ordre direct d'Otounbaïeva.

À la suite de la flambée de violence ethnique en 2010, des dizaines de chefs religieux et communautaires ouzbeks ont été arrêtés par le gouvernement kirghize et accusés d'incitation à la violence ethnique, parmi lesquels Azimzhan Askarov, qui avait filmé des meurtres et des incendies criminels pendant les émeutes. 
Azimjan Askarov a ouvertement déclaré devant le tribunal qu'il avait été condamné sur ordre direct de Roza Otounbaïeva. Des militants des droits humains ont déclaré avoir personnellement parlé à Roza Otounbaïeva de la torture infligée à Askarov, mais celle-ci les a complètement ignorés.

Les propos d'Askarov contre Otounbaïeva ont également été soutenus par la commission internationale de la Fédération internationale des droits de l'homme (FIDH) :
« La mission de l’Observatoire a rencontré Kubatbek Baibolov, qui occupait le poste de procureur général du Kirghizistan au moment de la condamnation d’Askarov. Selon lui, la présidente par intérim de l'époque, Roza Otounbaïeva, avait donné au tribunal l'ordre direct de condamner Askarov à la prison à vie »,,.
Kubatbek Baibolov, qui était procureur général en 2010, a confirmé que l'affaire contre Askarov était politiquement motivée et dirigée par Otounbaïeva. Le 31 mars 2016, le Comité des droits de l'homme de l'ONU a reconnu que l'État, au cours de l'enquête et du procès dans l'affaire pénale contre Azimjan Askarov, avait violé l'article 7, séparément et conjointement avec l'article 1 et l'article 14, paragraphe 3 (b) et (e) du Pacte international relatif aux droits civils et politiques. Le Comité a noté le recours à la torture et à des traitements cruels, inhumains et dégradants.
Amnesty International, Human Rights Watch, le Comité pour la protection des journalistes, Front Line, le Partenariat international pour les droits de l'homme (IPHR) et la Fédération internationale des droits de l'homme ont tous dénoncé les accusations portées contre Askarov. Le Comité pour la protection des journalistes a demandé que lui et son codétenu Ulugbek Abdusalomov soient libérés, et que les policiers qui les ont arrêtés fassent l'objet d'une enquête pour « abus de pouvoir ». Sa cause a également été défendue par l'acteur américain Martin Sheen. L'ambassade américaine à Bichkek a également fait pression sur le gouvernement kirghize pour qu'il tienne des « audiences impartiales » sur l'appel d'Askarov. Reporters sans frontières demande sa libération immédiate.
En 2011, une militante ouzbèke des droits de l'homme rend le prix qui lui a été décerné, au motif que le même prix a été décerné à Otounbaïeva, en raison de la répression contre le peuple ouzbek au Kirghizistan.

## Répressions contre des leaders de l'opposition

### Cas d'Urmat Baryktabassov
Sous Roza Otounbaïeva, une arrestation massive de partisans d'Urmat Baryktabasov a été effectuée. Le chef de l'opposition Baryktabassov, chef du parti Meken-Tuu (Ma patrie), a tenté de marcher jusqu'à Bichkek le 5 août 2010 avec ses partisans. Sur le chemin vers la capitale, la colonne d'opposants a été dispersée par la police, qui a utilisé du matériel spécial. Baryktabasov et plusieurs de ses partisans ont été arrêtés.
« Beaucoup d'entre eux n'ont rien à voir avec Baryktabassov ou avec l'organisation de rassemblements », a expliqué le militant des droits de l'homme. Les dirigeants d'ONG ont noté que parmi les détenus se trouvaient des représentants de l'aile jeunesse de Zhasasyn, Kirghizistan ! faire la fête (« Vivez, Kirghizistan ! »), le mouvement Zhashtar Kenesh (Parlement de la jeunesse) et d'autres. Selon Umetalieva, elle a été témoin de la manière dont des personnes battues étaient évacuées du Service de sécurité nationale de l'État dans des ambulances. Comme les médecins l'ont admis, la torture a été utilisée contre les détenus. Umetalieva a noté que « si les membres du gouvernement poursuivent la répression, la situation pourrait devenir incontrôlable ». Urmat Baryktabasov a été condamné à 4 ans de prison et a nié toutes les accusations.

### Cas d'Ata-Zhurt
À la suite du succès du parti Ata-Zhurt aux élections législatives kirghizes de 2010, le 23 octobre, le domicile de son chef a été cambriolé. Il a ensuite déclaré à Al Jazeera qu'« ils sont entrés par effraction comme des bandits... Je pense qu'ils avaient l'intention de me tirer dessus. Je crois qu'ils ont essayé de m'éliminer - les forces qui veulent annuler les résultats des élections et imposer l'état d'urgence. Bien sûr, le GSNB [services de sécurité] était derrière ces actions ». Il a accusé Keneshbek Duishebaev, chef du GKNB au sein du cabinet de la présidente de transition Roza Otounbaïeva, de l'avoir attaqué. Lors des élections de 2010, le bureau de son parti a également été pillé et incendié.